# Neale Fraser
Pour les articles homonymes, voir Fraser.
Neale Andrew Fraser, né le 3 octobre 1933 à Melbourne et mort dans la même ville le 2 décembre 2024, est un joueur de tennis australien des années 1950 et 1960.
Il remporte 19 titres du Grand Chelem, dont trois en simple : l'US National en 1959 et 1960 et Wimbledon en 1960. Il a été classé no 1 mondial amateur pendant ces deux années. En double, il totalise onze titres majeurs dont sept avec Roy Emerson, réalisant un Petit Chelem en carrière. Il compte aussi quatre victoires en Coupe Davis en tant que joueur et quatre autres comme capitaine.
Il est membre du International Tennis Hall of Fame depuis 1984.

## Carrière
Fils d'un avocat et homme politique, Neale Fraser commence à jouer au tennis à l'âge de sept ans avec son frère cadet John sur un court en terre battue voisin. À 17 ans, il devient champion d'Australie en catégorie junior puis il est intégré dans l'équipe australienne d'Harry Hopman en 1954 afin d'évoluer au niveau international. Vainqueur de la Wimbledon Plate (en) en 1955, il continue son apprentissage en s'imposant l'année suivante au Queen's et au Championnat de Suisse, puis en s'acheminant jusqu'en demi-finales du Championnat des États-Unis. Cet excellent volleyeur a développé son jeu autour d'un puissant et imprévisible service de gaucher dont il maitrisait particulièrement les effets.
En 1957, il parvient en finale du Championnat d'Australie face à Ashley Cooper et s'adjuge le double avec Lew Hoad. En 1958, il s'illustre principalement en double avec Cooper puisqu'ils remportent les Championnats d'Australie et Roland-Garros mais ce dernier qui reste sa bête noire le battra en finale à Wimbledon (3-6, 6-3, 6-4, 13-11), ainsi qu'en demi-finales aux États-Unis. Il débute en Coupe Davis face aux américains en jouant le double du Challenge Round avec Mal Anderson qu'il perdra.
La révélation intervient en 1959. Il commence sa saison par une finale en Australie contre Alex Olmedo puis remporte deux titres sur terre battue à Berlin et Barcelone. Demi-finaliste à Roland-Garros contre Nicola Pietrangeli et quart de finaliste à Wimbledon, il réalise un parcours parfait à New York où il prend sa revanche sur Olmedo pour remporter son premier tournoi majeur en simple (6-3, 5-7, 6-2, 6-4). Sa performance est d'autant plus remarquable qu'il s'impose en double avec Roy Emerson et en double mixte aux côtés de Margaret Osborne duPont. Il réitèrera cette exploit l'année suivante, ce qu'aucun autre joueur n'a pu reproduire depuis. Il joue un rôle notable dans le succès australien en finale de la Coupe Davis en décembre où il bat une nouvelle fois Olmedo, puis gagne le double avec Emerson avant de donner la victoire à son équipe en dominant Barry MacKay (8-6, 3-6, 6-2, 6-4).
Malgré une nouvelle défaite en finale du championnat australien 1960 face à Rod Laver et malgré une balle de match (5-7, 3-6, 6-3, 8-6, 8-6), il réalise cette année-là sa meilleure saison en triomphant tout d'abord à Wimbledon. Opposé en quart de finale à Butch Buchholz, il sauve quatre balles de matchs avant que l'Américain abandonne à 15-15 dans le 4e set à cause de crampes. Il se défait ensuite de l'Indien Ramanathan Krishnan puis prend sa revanche en finale sur Laver (6-4, 3-6, 9-7, 7-5). Il élimine à nouveau ce dernier à l'US Championship (6-4, 6-4, 9-7) après avoir traversé le tournoi sans perdre le moindre set. Comme en 1959, il est logiquement désigné comme numéro 1 mondial par Lance Tingay (en) du Daily Telegraph.
La suite de sa carrière sera cependant nettement moins prolifique. Il connaît de nombreuses défaites en 1961 et obtient pour seul trophée notable le double à Wimbledon aux côtés d'Emerson et une nouvelle victoire sur l'Italie en Coupe Davis. Il signe ses dernières performances en 1962 en étant demi-finaliste des trois premiers Grand Chelem, s'inclinant deux fois contre Laver et s'imposant en double avec Emerson en Australie et à Paris. Avec ces derniers, il s'adjuge un quatrième et dernier titre en Coupe Davis face au Mexique. Son bilan dans la compétition par équipe fait état de 11 victoires pour aucune défaite en simple dans les matchs à enjeu et de sept succès avec Emerson en double, la paire perdant leur dernier match dans la finale 1963 contre Ralston et McKinley. Il se retire du tennis après cette défaite, ce qui ne l'empêche pas d'effectuer une tournée européenne en 1965. Profitant du passage à l'ère Open, il sort de sa retraite en 1972, disputant quelques tournois en Europe et se distingue en étant finaliste à Wimbledon en 1973 avec John Cooper.
En 1970, il remplace le légendaire Harry Hopman au poste de capitaine de l'Équipe d'Australie de Coupe Davis. Sous ses ordres, l'Australie triomphe à quatre reprises en 1973, 1977, 1983 et 1986 avec dans ses rangs des joueurs tels que Rod Laver, John Newcombe, Tony Roche, John Alexander, Pat Cash et John Fitzgerald. Après 24 ans de capitanat et 75 rencontres supervisées, il cède sa place à Newcombe après une finale perdue contre l'Allemagne en 1993. Il a aussi dirigé l'équipe féminine à la fin des années 1970. Il est membre du comité de la Coupe Davis auprès de la Fédération internationale de 1995 à 2009.

## Parcours dans les tournois duGrand Chelem

### En simple
| Année | Open d'Australie | Open d'Australie | Internationaux de France | Internationaux de France | Wimbledon       | Wimbledon     | US Open        | US Open       |
| ----- | ---------------- | ---------------- | ------------------------ | ------------------------ | --------------- | ------------- | -------------- | ------------- |
| 1952  | 1/8 de finale    | Dick Savitt      | —                        | —                        | —               | —             | —              | —             |
| 1953  | 1/8 de finale    | Vic Seixas       | —                        | —                        | —               | —             | —              | —             |
| 1954  | 1/8 de finale    | Vic Seixas       | 3e tour (1/16)           | J. Brichant              | 2e tour (1/32)  | Mervyn Rose   | 1/8 de finale  | Vic Seixas    |
| 1955  | 1/8 de finale    | Tony Trabert     | —                        | —                        | 1er tour (1/64) | Hugh Stewart  | 1/8 de finale  | Vic Seixas    |
| 1956  | 1/2 finale       | Lew Hoad         | —                        | —                        | 1/4 de finale   | H. Richardson | 1/2 finale     | Lew Hoad      |
| 1957  | Finale           | Ashley Cooper    | 1/4 de finale            | Ashley Cooper            | 1/2 finale      | Ashley Cooper | 3e tour (1/16) | Cliff Mayne   |
| 1958  | 1/2 finale       | Ashley Cooper    | 1/4 de finale            | J. Brichant              | Finale          | Ashley Cooper | 1/2 finale     | Ashley Cooper |
| 1959  | Finale           | Alex Olmedo      | 1/2 finale               | N. Pietrangeli           | 1/4 de finale   | Barry MacKay  | Victoire       | Alex Olmedo   |
| 1960  | Finale           | Rod Laver        | 1/4 de finale            | Robert Haillet           | Victoire        | Rod Laver     | Victoire       | Rod Laver     |
| 1961  | —                | —                | —                        | —                        | 1/8 de finale   | Bobby Wilson  | —              | —             |
| 1962  | 1/2 finale       | Roy Emerson      | 1/2 finale               | Rod Laver                | 1/2 finale      | Rod Laver     | —              | —             |
| 1965  | —                | —                | 2e tour (1/32)           | Rafael Osuna             | 3e tour (1/16)  | Bob Hewitt    | —              | —             |
| 1968  | 1/8 de finale    | M. Orantes       | —                        | —                        | —               | —             | —              | —             |
| 1972  | 1/8 de finale    | M. Anderson      | —                        | —                        | 1er tour (1/64) | A. Panatta    | —              | —             |
| 1973  | 1er tour (1/32)  | Syd Ball         | —                        | —                        | 1er tour (1/64) | Chico Hagey   | —              | —             |
| 1974  | 1er tour (1/32)  | Colin Dibley     | —                        | —                        | 2e tour (1/32)  | J. Borowiak   | —              | —             |
| 1975  | 1er tour (1/32)  | J. Loyo Mayo     | —                        | —                        | 1er tour (1/64) | Onny Parun    | —              | —             |

N.B. : à droite du résultat se trouve le nom de l'ultime adversaire.

### En double
Parcours en double à partir de 1968.
| Année | Open d'Australie           | Open d'Australie        | Internationaux de France | Internationaux de France | Wimbledon                 | Wimbledon                | US Open                     | US Open                 |
| ----- | -------------------------- | ----------------------- | ------------------------ | ------------------------ | ------------------------- | ------------------------ | --------------------------- | ----------------------- |
| 1968  | 1/4 de finale J. Fraser    | D. Crealy A. Stone      | —                        | —                        | —                         | —                        | —                           | —                       |
| 1972  | 1/8 de finale A. Metreveli | B. Giltinan G. Perkins  | —                        | —                        | 1/2 finale J. Cooper      | B. Hewitt F. McMillan    | —                           | —                       |
| 1973  | 1/8 de finale M. Rose      | T. Kakulia A. Metreveli | —                        | —                        | Finale J. Cooper          | J. Connors I. Năstase    | —                           | —                       |
| 1974  | 2e tour (1/16) J. Cooper   | J. Alexander A. Stone   | —                        | —                        | 2e tour (1/16) L. Hoad    | C. Drysdale T. Okker     | —                           | —                       |
| 1975  | 1/8 de finale B. Giltinan  | D. Crealy R. Keldie     | —                        | —                        | —                         | —                        | —                           | —                       |
| 1976  | 1er tour (1/16) R. Hartwig | R. Drysdale J. Smith    | —                        | —                        | 1er tour (1/32) L. Hoad   | R. Carmichael R. Ruffels | 2e tour (1/16) J. Bartlett  | S. Smith R. Lutz        |
| 1977  | —                          | —                       | —                        | —                        | 1er tour (1/32) B. Bowrey | R. Drysdale R. Lewis     | 1er tour (1/32) J. Bartlett | B. Prajoux Gildemeister |

N.B. : le nom du ou de la partenaire se trouve sous le résultat ; le nom des ultimes adversaires se trouve à droite.

## Distinctions
- Ordre de l'Empire britannique (1974)
- International Tennis Hall of Fame (1984)
- Ordre d'Australie (1988)
- Davis Cup Award of Excellence (2001)
- Philippe Chatrier award (en) (2008)